# 末路小狂花
《末路小狂花》（英語：Rabbit-Proof Fence，又名《防兔篱笆》），2002年澳大利亚剧情片，导演和编剧都是菲利普·诺伊斯，由埃弗林恩·桑普、簡尼夫·班納、蒂亚纳·桑斯伯里、劳拉·莫纳汉主演。

## 剧情
20世纪初，英帝国殖民地澳大利亚当局酝酿着一项「用心良苦」的计划，就是把原住民和英国移民白人通婚，改良他们的人种，当局认为澳大利亚原住民是劣种民族，他们把混血女子遣送到摩尔河营地，实行管制，禁止使用原住民语言、习俗，意图将澳大利亚原住民全部西化。
14岁的澳大利亚原住民女孩“茉莉”也是摩尔河营地的一员，她思念自己的母亲和祖母，带着8岁的妹妹“黛西”和10岁的表妹“葛瑞西”冒着生命危险逃出了营地，开始了长达1500英里的漫漫回家路，“葛瑞西”被当局抓走，下落不明，“茉莉”和“黛西”历经艰难险阻回到了家，并得到原住民部落的保护。

## 演员表
- Everlyn Sampi（英语：埃弗林恩·桑普） 出演 茉莉·克萊格。14岁的澳大利亚原住民女孩。
- 蒂亚纳·桑斯伯里 出演 黛西·克萊格。茉莉的妹妹。
- 劳拉·莫纳汉 出演 葛瑞西·菲爾茲。茉莉的表妹。
- Ningali Lawford（英语：寧歌莉·羅福特） 出演 茉德。茉莉的媽媽。
- 蜜安·羅福特 出演 老奶奶。茉莉的奶奶。
- 簡尼夫·班納 出演 A·O·奈维尔。
- Garry McDonald（英语：加里·麦克唐纳德） 出演 尼尔。

## 制作
该片改编自澳大利亚女性小说家多莉丝·皮尔金顿·加利梅拉的长篇小说《防兔篱笆》，反映了1905年起澳大利亚当局对原住民的暴政，当局对他们实行“混血改造人种计划”、“西化”、“英语化”、“习俗英国化”等，使得他们成了“被偷走的一代”，电影通过三个小女孩的命运控诉了澳大利亚当局和英帝国殖民者。
该片在澳大利亚的票房是US$3,756,418，在美国的票房是$6,199,600，在全球的票房是$16,217,411。